# 纽约人寿保险大厦 (蒙特利尔)
纽约人寿保险大厦（New York Life Insurance Building）又名魁北克银行大楼（Quebec Bank Building）是加拿大魁北克省蒙特利尔的一座办公大楼，位于蒙特利尔老城的兵器广场，建于1887年至1889年。在完工时，它曾是蒙特利尔最高的商业建筑，八层楼，用作出售的办公空间。很快，就被该市最好的律师和金融家填满。钟楼完工后，业主将第九层和第十层作为全国最大的法律图书馆，作为礼物送给租户。该建筑毗邻另一座历史悠久的塔楼奥尔德雷德大厦。

## 历史
纽约人寿保险大厦由纽约的Babb, Cook and Willard建筑师事务所设计，作为纽约人寿保险公司在加拿大的办事处。最终成本为75万美元。使用的老红砂岩是从苏格兰进口的。
纽约人寿选择了兵器广场的地点，因为它位于蒙特利尔商业中心附近。在施工开始之前，拆除了此处的两座二层建筑。该建筑首次出现在1890年的保险地图上。
魁北克银行于1909年购买了这座建筑，在1917年并入加拿大皇家银行之前，占据了一楼。银行的名称仍雕刻在门口。
该建筑靠近兵器广场地铁站, 毗邻其他著名的蒙特利尔地标，如奥尔德雷德大厦（1931）、蒙特利尔银行总行大楼（1859/1901）、兵器广场酒店、蒙特利尔圣母圣殿和兵器广场500号。

## 建筑
纽约人寿大厦的灵感来自意大利文艺复兴和纽约建筑，是蒙特利尔最早不使用当地灰石而使用进口红砂岩的重要建筑之一。这种石头需要在主教街的莱尔作坊进行切割。该建筑为“混合结构，结合了框架- 铁梁，每层楼两排柱子 - 和承重砖墙。”建筑师使用钢来建造地板和屋顶，但采用石墙来支撑建筑。亨利博蒙特雕刻了重要的外部装饰元素 如入口拱门的阿拉伯式花纹、拱肩板和壁柱。装饰华丽的铁门由蒙特利尔的E. Chanteloup 作坊制作。
该建筑包含八层楼，包括钟楼高46.3（152英尺）。它具有准矩形形状，占地面积705 m2（7,590 sq ft），包括所有楼层的总楼面面积6,890 m2（74,200 sq ft） 小型前庭和大厅的内墙采用大理石覆盖，天花板装饰有类似文艺复兴装饰的装饰石膏。楼梯栏杆由装饰性的铁艺栏杆和成品木栏杆组成。
这座办公楼位于一个转角地段，立面分别在兵器广场以及圣雅各街。原门牌为Place d’Armes Hills 13号，后来改为兵器广场511 号。
业主于1952年对第三、四、五层进行了现代化改造，并于1970年对地下室进行了翻新。1971年，他们在五楼和屋顶之间增加了楼梯。随后的业主在1980年代完成了进一步的翻修，并在2006-2007年又进行了修复工程，其中包括在屋顶上增加两个顶层公寓。其中一个被当前的业主占用。

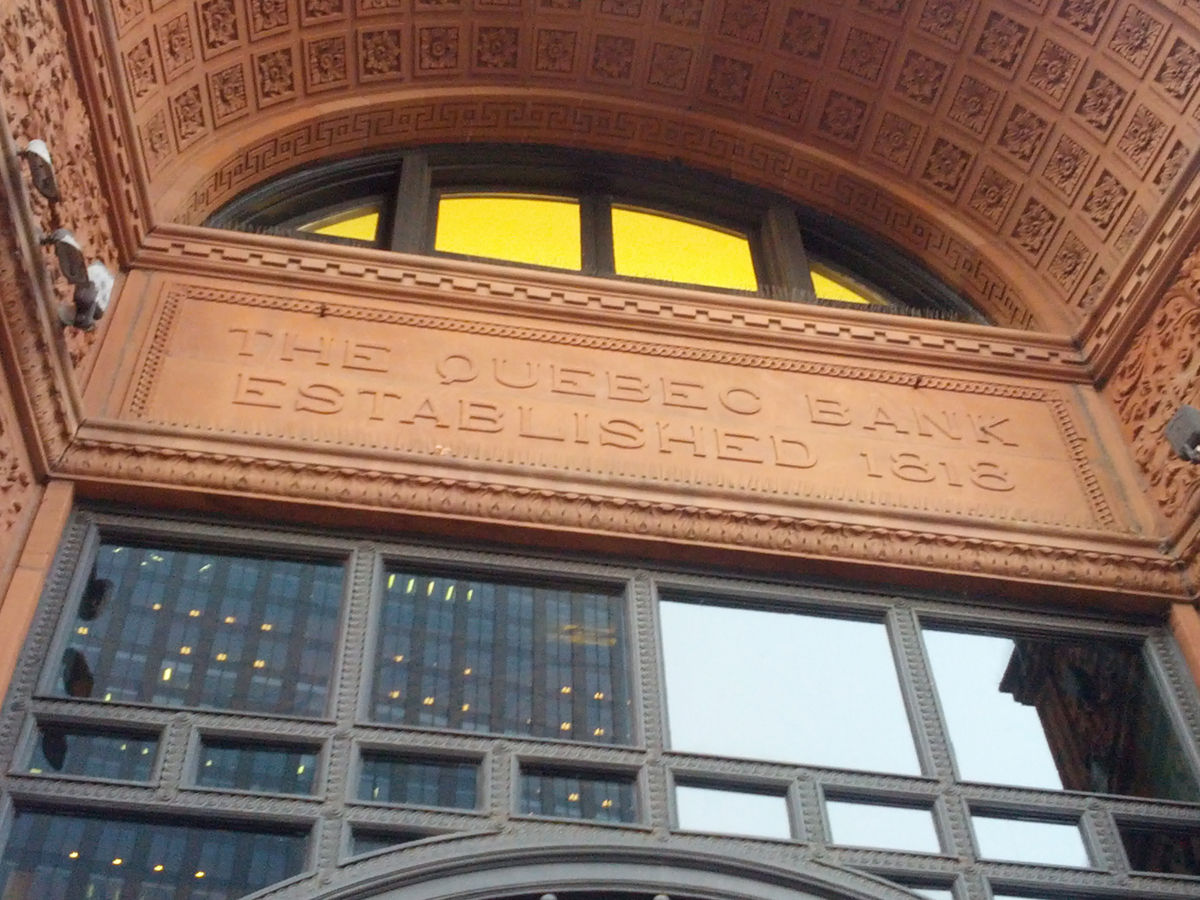
入口